# Australija
 Ovo je glavno značenje pojma Australija. Za druga značenja pogledajte Australija (razdvojba).
Australija je država koja zauzima kontinent Australiju, otok Tasmaniju i brojne manje otoke u Indijskom i Tihom oceanu na Zemljinoj južnoj polutki. Susjedne države su Indonezija, Istočni Timor i Papua Nova Gvineja na sjeveru, Solomonski otoci, Vanuatu i Nova Kaledonija na sjeveroistoku te Novi Zeland na jugoistoku.
Australski domoroci Aboridžini su nastanjivali kontinent najmanje 40.000 godina prije dolaska Europljana. Nizozemci su otkrili Australiju 1606., a Velika Britanija ju je prisvojila 1770. Godine 1778. osnovana je kolonija Novi Južni Wales koja je isprva služila kao kažnjenička kolonija.
Šest australskih kolonija se 1. siječnja 1901. ujedinilo u federaciju i tako je stvoren Australski savez. Otada je Australija zadržala liberalnodemokratsko političko uređenje te je ostala dijelom Commonwealtha. Do danas je broj stanovnika narastao na gotovo 22 milijuna, a više od 60 % stanovništva je koncentrirano u obalnim gradovima od kojih su najveći Sydney, Melbourne, Brisbane, Perth i Adelaide. Glavni grad je Canberra, koja se nalazi u Teritoriju australskoga glavnog grada.
Australija je dvanaesto najveće gospodarstvo na svijetu, a zauzima visoko mjesto u mnogim istraživanjima kvalitete života kao što su indeks ljudskog razvoja, zdravstvena skrb, očekivani životni vijek, javno obrazovanje, gospodarske slobode i zaštita građanskih sloboda i političkih prava.

## Zemljopisni položaj i smještaj
Australija se proteže od 10° do 45° južne geografske širine (računajući i Tasmaniju) i 113° i 152° istočne geografske dužine. Čitavom svojom površinom nalazi se na južnoj zemljinoj polutci. Obuhvaća kopno Australiju i otok Tasmaniju te mnoge male otoke oko kopna. S tri strane Australiju okružuju velike površine Tihog (na istoku) i Indijskog oceana (na jugu i zapadu). Samo je na sjevernoj strani nizovima otoka donekle povezana s Azijom. Zbog te prirodne izolacije, tj. udaljenosti od drugih kontinenata geografski položaj Australije se često karakterizira kao nepovoljan, međutim baš zbog toga su se u Australiji razvile posebne biljne i životinjske vrste. Duljina obale Australije zajedno sa svim otocima iznosi 36.735 km. Površinom je malo manja od Brazila i 136 puta veća od Hrvatske, a njena površina pokrivala bi 3/4 Europe.

## Upravna podjela
Australija ima tri sloja državne uprave:
- federalna vlada koja ima ovlaštenja oko: carine, ubiranja poreza na promet i dohodak, prometa robe i financija, vanjskom politikom, te obranom zemlje;
- države i teritorije koje se brinu o kaznenom zakonu, održavanju policije, bolnica;
- lokalna uprava koja se brine o cestama, bibiliotekama, odvoženju smeća, i aplikacijama za izgradnju.

Zbog ovog troslojnog državnog aprarata postoji mnogo duplikacije između službi i dužnosti; recimo sve države imaju ministarstva za obrazovanje kao i federalna vlada i zbog različitosti između nastavnih programa između država članica novac se bespotrebno troši na stvaranje programa i nastavnog materijala.

### Države i teritoriji
Država Australija sastoji se od šest saveznih država i tri teritorija. Države su: Queensland, Novi Južni Wales, Južna Australija, Victoria, Zapadna Australija i Tasmanija. Državni teritoriji su: Sjeverni teritorij, Teritorij australskog glavnog grada i Teritorij Jervis Bay.

### Države
- Južna Australija (SA) (Adelaide)
- Novi Južni Wales (NSW) (Sydney)
- Queensland (QLD) (Brisbane)
- Tasmanija (TAS) (Hobart)
- Victoria (VIC) (Melbourne)
- Zapadna Australija (WA) (Perth)

### Teritoriji na kopnu
- Teritorij Jervis Bay
- Sjeverni teritorij (NT) (Darwin)
- Teritorij australskog glavnog grada (ACT) (Canberra)

Od 1926. postojala je Središnja Australija, dok 1931. nije spojena sa Sjevernim teritorijem.

### Vanjski teritoriji
- Otoci Ashmore i Cartier
- Australski antarktički teritorij
- Otok Norfolk
- Božićni otok
- Kokosovi otoci
- Otoci Koraljnog mora
- Otok Heard i otočje McDonald

## Stanovništvo
Australija je bila prvo naseljena od starosjedilaca (Aboridžina) koji su prema zadnjim arheološkim iskapanjima nastanili ovaj kontinent prije 40.000 godina. Oni su živjeli nomadskim životom, i živjeli su bez stalnih nastamba a poljoprivreda nije bila razvijena pa prema tome njihovi brojevi su bili veoma mali. Prema nekim procjenama vrijeme dolaska bijelih doseljenika 1788. bilo oko 300.000, a prema popisu iz 2006. ima ih 517.200, a mala manjina sačuvalo svoje jezike i svoje običaje. Oko 50.000 australskih državljana (0,25 % od ukupnog stanovništva) govori nekim od aboridžinskih jezika kao materinskim, a najrasprostranjeniji su zapadni pustinjski (7.400) i arrernte (5.500). Velika većina danas živi na dnu društvene ljestvice, a najveći su problemi siromaštvo, nizak stupanj obrazovanja i slabo zdravstveno stanje (raširen alkoholizam). Australsko državljanstvo dobili su tek 1967. Još od 1930. Aboridžine se pokušavalo prvo istrijebiti, potom su se vršile nasilne integracije otimanjem djece, ili istjerivanja u rezervate. Kasniji pokušaji integracije u australsko društvo prošle su većinom neuspješno. Tek su se 1976. zakonom potvrdila prava starosjedilaca na zemlju i dio nekadašnjih plemenskih teritorija vratio pojedinim plemenima tek u kasnim 1990-tim gdje zemljište nije bilo iznajmljeno farmerima ili u privatnim rukama, tj. u rukama federalne vlade ili savezne države. No prilikom predaje zemlje aboridžini nisu postali vlasnici zemlje već njezini pazitelji, tako da nisu sposobni ostvariti svoju ekonomsku samostalnost.  Prema statistikama državnog zavoda, mnogi Aboridžini imaju partnere koji nisu Aboridžini, tako da su većina u miješanim brakovima (69 % prema popisu iz 2001, 64 % prema popisu iz 1996., 51 % u 1991 i 46 % u 1986.). Zbog nedostatka pisanih dokumenata, knjiga novina, a i slabe pismenosti, aboridžinski jezici nestaju i tako da će u skoro vrijeme ti jezici nestati, a s tim i njihova kultura. Prema nekim procjenama kada su Australiju kolonizirali Englezi bilo je oko 250 jezika, a sada ovaj broj se sveo na 20, dok prema popisu stanovništva iz 2001. godine 11,1 % ljudi starijih od pet godine aboriđžinskog podrijetla govori svojim jezicima, dok je taj broj pao na 9,2 %, 2006. godine. Prema podatcima iz popisa stavnovništva iz 2011. ovaj broj se popravio na 12 %. Pet vodećih aboridžinskih jezika su: kreol iz tjesnaca Torres, arrernte, djambarrpuyngu, pitjantjatjara i warlpiri.

### Zemlja useljenika
Australija je, slično kao i SAD, klasična zemlja useljavanja. Starosjedioce su doseljenici potisnuli u negostoljubivu unutrašnjost. Do kraja Drugog svjetskog rata bilo je 90 % doseljenika iz Velike Britanije, poslije su do 1970. prevladavali useljenici iz Srednje i Istočne Europe, Italije i Grčke, koji su se zapošljavali prije svega u sve jačoj industriji. Od 1965. do 1975. doselilo se mnogo ljudi s Bliskoga istoka i iz Indije, a kada je poslije 1973. napuštena politika "bijele Australije" počeli su prevladavati useljenici iz Oceanije, Jugoistočne Azije i Kine. Nakon 1945. ukupno se doselilo 4,75 milijuna ljudi. Godine 1996. bilo je 4,67 milijuna Australaca (26,1 %) rođenih u inozemstvu, od toga 1,12 milijuna u Velikoj Britaniji (6,3 %), 1,16 milijuna na europskom kontinentu (6,5 %), 796.000 u Aziji i 291.000 na Novom Zelandu.
Prema "Zakonu o useljavanju" (1986.), Australija je 1996. prihvatila 97.000 useljenika, a prednost imaju članovi obitelji već doseljenih, poduzetnici te oni deficitarnih zanimanja. 
Većinu stanovništva čine Europljani (93 %), Azijci (5 %) te Aboridžini (2 %). U svakodnevnom životu većina stanovništva govori engleski (75 %), zatim talijanski (367.000), kineski (324.000), grčki (259.000), arapski (162.000), vijetnamski (134.000), njemački (97.000), španjolski (87.000), makedonski (68.000), hrvatski (67.000), filipinske jezike (67.000), poljski (61.000).
Australija je u prosjeku najrjeđe naseljen kontinent (2,5 st./km2) i s vrlo nejednakomjernim rasporedom naseljenosti. Dvije trećine stanovništva živi na jugoistoku (Novi Južni Wales, Victoria i Južna Australija, preostali u gradovima na istočnoj obali Queenslanda i u široj okolici Pertha na zapadu zemlje. Unutrašnjost je jako rijetko naseljena, s iznimkom rudarskih gradova i velikih stočarskih farmi. Prostrani pustinjski predjeli posve su nenaseljni. Australija je visoko urbanizirana zemlja, pa 86 % stanovništva živi u gradovima. Veliki gradovi na jugoistoku su tradicionalni cilj većine useljenika, a u pet najvećih gradova živi 60 % Australaca, većinom u prigradskim naseljima koja naglo rastu.
| R.b. | Statistička podjela/Područje | Država/teritorij                                     | lipanj 2009. | lipanj 2010. |
| ---- | ---------------------------- | ---------------------------------------------------- | ------------ | ------------ |
| 1.   | Sydney                       | Novi Južni Wales                                     | 4,504.469    | 4,575.532    |
| 2.   | Melbourne                    | Victoria                                             | 3,995,537    | 4,077,036    |
| 3.   | Brisbane                     | Queensland                                           | 2,004.262    | 2,043.185    |
| 4.   | Perth                        | Zapadna Australija                                   | 1,658.992    | 1,696.065    |
| 5.   | Adelaide                     | Južna Australija                                     | 1,187.466    | 1,203.186    |
| 6.   | Gold Coast-Tweed             | Queensland/Novi Južni Wales                          | 577.977      | 591.473      |
| 7.   | Newcastle                    | Novi Južni Wales                                     | 540.796      | 546.788      |
| 8.   | Canberra-Queanbeyan          | Teritorij australskog glavnog grada/Novi Južni Wales | 403.118      | 410.419      |
| *    | Canberra                     | Teritorij australskog glavnog grada                  | 351.868      | 358.600      |
| 9.   | Wollongong                   | Novi Južni Wales                                     | 288.984      | 292.190      |
| 10.  | Sunshine Coast               | Queensland                                           | 245.309      | 251.081      |
| 11.  | Greater Hobart               | Tasmanija                                            | 212.019      | 214.705      |
| 12.  | Geelong                      | Victoria                                             | 175.803      | 178.650      |
| 13.  | Townsville                   | Queensland                                           | 168.402      | 172.316      |
| 14.  | Cairns                       | Queensland                                           | 147.118      | 150.920      |
| 15.  | Toowoomba                    | Queensland                                           | 128.600      | 131.258      |
| 16.  | Darwin                       | Sjeverni teritorij                                   | 124.760      | 127.532      |
| 17.  | Launceston                   | Tasmanija                                            | 105.445      | 106.153      |
| 18.  | Albury-Wodonga               | Novi Južni Wales/Victoria                            | 104.609      | 106.052      |
| 19.  | Ballarat                     | Victoria                                             | 94.088       | 96.097       |
| 20.  | Bendigo                      | Victoria                                             | 89.995       | 91.713       |
| 21.  | Mandurah                     | Zapadna Australija                                   | 83.032       | 85.814       |
| 22.  | Mackay                       | Queensland                                           | 83.680       | 85.700       |
| 23.  | Burnie-Devonport             | tasmanija                                            | 82.102       | 82.567       |
| 24.  | La Trobe Valley              | Victoria                                             | 80.014       | 81.001       |
| 25.  | Rockhampton                  | Queensland                                           | 77.017       | 77.878       |
| 26.  | Bundaberg                    | Queensland                                           | 67.840       | 69.036       |
| 27.  | Bunbury                      | Zapadna Australija                                   | 66.117       | 68.248       |
| 28.  | Hervey Bay                   | Queensland                                           | 58.902       | 60.807       |
| 29.  | Wagga Wagga                  | Novi Južni Wales                                     | 58.046       | 58.610       |
| 30.  | Coffs Harbour                | Novi Južni Wales                                     | 52.517       | 53.401       |
| 31.  | Gladstone                    | Queensland                                           | 50.538       | 51.158       |
| 32.  | Mildura                      | Victoria                                             | 50.042       | 50.522       |
| 33.  | Shepparton                   | Victoria                                             | 48.926       | 49.859       |
| 34.  | Tamworth                     | Novi Južni Wales                                     | 46.695       | 47.595       |
| 35.  | Port Macquarie               | Novi Južni Wales                                     | 43.561       | 44.313       |
| 36.  | Orange                       | Novi Južni Wales                                     | 38.685       | 39.329       |
| 37.  | Dubbo                        | Novi Južni Wales                                     | 37.491       | 38.037       |
| 38.  | Geraldton                    | Zapadna Australija                                   | 36.343       | 36.958       |
| 39.  | Nowra-Bomaderry              | Novi Južni Wales                                     | 33.985       | 34.479       |
| 40.  | Bathurst                     | Novi Južni Wales                                     | 33.793       | 34.303       |
| 41.  | Warrnambool                  | Victoria                                             | 33.374       | 33.922       |
| 42.  | Lismore                      | Novi Južni Wales                                     | 32.291       | 32.494       |
| 43.  | Kalgoorlie/Boulder           | Zapadna Australija                                   | 32.150       | 32.390       |

### Vjeroispovjest
Prema vjerskoj pripadnosti najbrojniji su protestanti (44 %), prije svega pripadnici Australske anglikanske crkve (24 %), Ujedinjene australske crkve (8 %), prezbiterijanci (4 %), baptisti i metodisti. Ostali su katolici (27 %), pravoslavci (3 %), muslimani (1 %) i budisti (1 %).

## Promet
Značajnije morske luke za međunarodni promet su Adelaide, Brisbane, Cairns, Darwin, Devonport, Fremantle, Geelong, Hobart, Launceston, Mackay, Melbourne, Sydney, Townsville.

## Gospodarstvo
Zbog obilja prirodnih izvora bogatstava Australija je uživala visok životni standard još od devetnaestog stoljeća.
Australija posljednjih godina ima jedno od najuspješnijih gospodarstava u svijetu. Odlikuje ga visok rast, nizak stupanj inflacije, ekonomija temeljena na niskim kamatnim stopama, pa se očituje živost kao nikad prije.
Sredinom 1950-ih u Australiji je bilo 139.000.000 ovaca, od čega preko 100.000.000 rase merino, te oko 16.000.000 goveda. Djelovalo je 65.000 ovčarskih farma, a oko 60 % svjetske proizvodnje vune ovaca rase merino davale su australske ovce. Oko 642.000 tona vune dobilo je australsko gospodarstvo u sezoni 1955./56., a za izvezenu vunu ostvarila je dobit od 338.000.000 funta, odnosno 43 % ukupnog prihoda od izvoza. Prvih 38 ovaca rase merino doveo je u Australiju s južnoafričkog Rta dobre nade kapetan John McArthur 1796. godine.
Dingoi su godišnje klali oko 500.000 ovaca i nanosili štetu od više od 2.000.000 funti godišnje, pa ih je samo u Queenslandu tijekom dva desetljeća ustrijeljeno 240.000. Stoga se 1957. godine pristupilo izgradnji žičanog zida visokog 183 cm, koji je koštao državu i uzgajivače ovaca 500.000 funti. Nadgledanje i održavanje te žičane ograde protiv dingoa uzimalo je 60.000 funti godišnje.

## Prirodni okoliš
Australija obiluje različitim biljnim i životinjskim vrstama kojih nema nigdje drugdje u svijetu. 
Australske biljke i životinje su se razvile u odvojenosti od drugih dijelova svijeta. Kada se prahistorijski kontinent Gondvana odvojio prije otprilike 160 milijuna godina, Australija se spojila s Antarktikom i zaplovila prema Južnom polu gdje su ledenjaci stvorili barijeru između ovog i ostalih kopnenih dijelova.
Tijekom proteklih 45 milijuna godina Australija se počela sve više odmicati od Antarktika i kretati prema ekvatoru, te je postajala sve toplija i suša. Prije oko 35 milijuna godina, u hladno i vlažno doba tercijara nastale su guste šume eukaliptusa.
Današnji australski eukaliptus čini više od polovice ukupne količine šuma eukaliptusa u svijetu. 
Australski tobolčari imaju drugačiju strukturu kromosoma od svih drugih sisavaca u svijetu. Za njih je karakteristično da svoje mladunce doje u tobolcu.
Poput eukaliptusa, tobolčari su se na različite načine prilagodili ekološkim uvjetima Australije. Prvi tobolčari, klokani, su se pojavili prije oko 15 milijuna godina. Postoje znatne razlike u njihovoj veličini i načinu prilagodbe. Tropski klokani žive na granama drveća dok se većina svojom izdržljivošću i snagom prilagodila uvjetima života u suhom grmlju.
Globalnim zatopljenjem došlo je do otapanja ledenjaka, ocean se počeo podizati na sadašnju razinu i došlo je do odvajanja Nove Gvineje i Tasmanije. Ravnu obalu su prekrile kolonije koralja stvarajući Veliki koraljni greben u Queenslandu.
Još uvijek se u divljini može naći velik broj prethistorijskih biljaka. Veliko drveće “antarktičke” paprati uglavnom raste u vlažnim, sjenovitim usjecima južnih grebena. Cycad palme se u slojevima uzdižu do srebrnkastih eukaliptusa duž jugozapadne obale. Rijetki ostaci starih stijena iz ranijih geoloških razdoblja mogu se pronaći u nekim malim, ali posebnim staništima poput napuštenih kanjona.
U posljednjih 200 godina poljoprivreda je uništila brojna prirodna staništa, a pošasti poput lisica i zečeva uzrokovale su izumiranje nekih endemskih vrsta. Australija se danas na temelju znanstvenih činjenica i postojećih zakonskih odredbi uspješno bori s ovim problemima. 
Australci brinu o svom jedinstvenom okolišu.

## Povijest
Vidi i: Istraživanje Australije

### Povijest domorodaca (Aboridžina)
Riječ "aboridžin" znači "od početka", a Aboridžini i vjeruju da se u Australiji nalaze od početka vremena. Smatra se da su u dalekoj prošlosti preko Indonezijskog otočja došli iz Azije. Višestoljetna izoliranost uvjetovala je da su australski domoroci imali zaseban razvojni put te sačuvali kulturu kamenog doba. Aboridžini imaju osobine ljudske prarase i uspoređuju se s europskim pračovjekom. Koža im je tamno smeđa, a imaju bujnu kosu i bradu. Hrane se prikupljenim plodovima, korijenjem i sitnim životinjama, a bave se i ribolovom. Oružje su im Koplje i bumerang – neobično drvo za bacanje koje se u letu, ako pogriješi cilj, vraća u ruku bacaća.Poznat je njihov narodni instrument diggeri-doo; drveni rog velikih proporcija. Nemaju odjeće.
Među domorocima razvijeno je više jezika pa se međusobno ne razumiju. Vjeruju u nevidljivi svijet duhova. Dolaskom Europljana potisnuti su u suhu unutrašnjost i na sjever, u rezervate gdje se zbog nepovoljnih uvjeta života njihov broj smanjivao. Uzroci gotovo potpunog uništenja bili su sukobi s došljacima, alkohol i zarazne bolesti, te opijum što je došao s prvim Kinezima. Početkom 20. stoljeća gospodarski razvijena Australija mijenja odnos prema domorocima, zapošljavajući ih na farmama ili u kućanstvima bijelaca. Od 1967. godine postali su ravnopravni građani, vraća im se tek dio oduzete zemlje tokom 1990-tih. Australska vlada mnogo ulaže u očuvanje njihove kulture i tradicije, kroz državne medije: televizija i radio.
Aboridžini su izradili i vlastitu zastavu koja je kombinacija tri boje: crna je simbol naroda Aboridžina, crvena je simbol zemlje, a žuta je simbol Sunca.

### Britanska kolonizacija
U starom i srednjem vijeku za Australiju se u Europi nije znalo, ali se pretpostavljalo da u južnim morima postoji kopno koje bi "održavalo ravnotežu" između kopna i mora na Zemlji. Njega su srednjovjekovni geografi nazivali "Nepoznata južna zemlja" (Terra australis incognita). Otuda ime Australija koje se javlja prvi put u XVI. stoljeću. Nesumnjivo je da su u nju prije Europljana dolazili Indonežani. Do sjevernih obala prvi su od Europljana doprli Portugalci i Španjolci. Portugalac Luis Váez de Torres je oko 1588. godine prošao kroz morski prolaz između otoka Nove Gvineje i poluotoka York, danas zvan Torresov prolaz. S većim istraživanjima obala Australije započeli su od 1605. do 1606. Nizozemci čiji je moreplovac Abel Janssen Tasman, oplovljavajući je sa sjevera, zapada i juga, dospio na otok za koji je smatrao da je "Terra Incognita". Taj je otok po njemu dobio ime Tasmanija.
Nizozemci se, imajući u posjedu bogata indonežanska otočja, nisu osobito zanimali za ekonomsko iskorištavanje relativno neplodne i gotovo bezvodne Australije. Tek ju je britanski moreplovac James Cook podrobnije istražio. Zadatak njegove ekspedicije bio je da se otkrije putanja planete Venere. Vršio je istraživanja od 1768. do 1789., a godinu dana po završetku te ekspedicije poginuo je na Havajima od strane domorodaca. Cook i njegova flota uplovili su 24. travnja 1770. u Botany Bay (Zaljev bilja), mjesto budućeg grada Sydneya i time je otkrivena istočna obala Australije. Iste godine Cook je Australiju proglasio britanskim kolonijalnim posjedom.
Australija je isprva služila kao zemlja za progon britanskih kažnjenika. 26. siječnja 1788. u Botany Bay uplovljava flota od 11 brodova pod zapovjedništvom Arthura Phillipa (290 mornara i redarstvenika, 770 kažnjenika, među kojima 197 žena), a ubrzo uspostavlja i prvo stalno naselje Europljana, Port Jackson, danas grad Sydney, nešto sjevernije od mjesta Cookovog sidrišta. Računa se da je u prvih 80 godina u Australiju bilo dopremljeno oko 170.000 kažnjenika. Kažnjenici su stvorili temelje suvremene Australije, krčili su šume, gradili ceste, dopremali europske biljke (pšenicu, kukuruz i dr.) i životinje (ovce, goveda, konje).
Krajem 18. stoljeća i početkom 19. u Australiju se doseljavaju kolonisti iz Europe, posebice iz Velike Britanije. Sve do sredine 19. stoljeća useljavanje je bilo sporo, ali sve veći porast ekonomske aktivnosti u Australiji i gospodarske krize u Europi koje su mnoge radnike ostavljale bez posla doprinijeli su bržem naseljavanju zemlje. Transport zatvorenika u Australiju ukinut je 1840. Pronalazak zlata u današnjoj saveznoj državi Victorija potaknuo je veliku imigraciju slobodnih kolonista u Australiju. U doba zlatne groznice od 1850. do 1860. broj stanovnika povećao se s 437.000 na 1.146.000. Mnogi lovci na sreću nisu našli zlato, ali su ostali u Australiji i pretvorili se u rudare, ovčare, ratare.
Brzom naseljavanju zemlje doprinijelo je i osnivanje stočarskih farmi ovaca koje su davale visokokvalitetnu vunu engleskoj tekstilnoj industriji. Tijekom 19. stoljeća britanska kolonijalna vlast proširila se na cijeli kontinent. U to vrijeme formiraju se mnoge samoupravne kolonije koje su kasnije postale savezne države ili teritoriji. U oba svjetska rata Australija je ratovala na strani Velike Britanije, odnosno saveznika. Prirodna izolacija pokazala je i svoje pozitivne utjecaje – australsko kopno bilo je uglavnom pošteđeno ratnih djelovanja, iako su Japanci 1942. bombardirali Darwin na sjeveru zemlje. Australske su se trupe borile protiv Japana na azijskom kopnu i Pacifiku, te protiv Njemačke i Italije u Europi i sjevernoj Africi.

## Poveznice
- Canberra
- Britanska zajednica naroda
- Povijest Australije
- Domorodački narodi Australije